# Raul Forti
Raul Forti (Argenta, 21 giugno 1893 – Palermo, 9 luglio 1945) è stato un militare italiano, distintosi come ufficiale durante il corso della prima guerra mondiale e poi della guerra d'Etiopia, decorato con due medaglie d'argento e una di bronzo al valor militare.

## Biografia
Nacque ad Argenta, provincia di Ferrara, il 21 giugno 1893, figlio di Alessandro e Marcella Sarti. Arruolatosi nel Regio Esercito come ufficiale degli alpini, prese parte alla prima guerra mondiale  nel 22º Reggimento fanteria "Cremona" venendo decorato con due medaglie d'argento al valor militare. Entrambe le medaglie furono ottenute sul monte Grappa durante la battaglia del solstizio.

### A Ferrara
Il 20 settembre 1920 aderì alla chiamata del professore Francesco Brombin che aveva selezionato una quarantina di giovani con i quali costituire un fascio di combattimento a Ferrara ed egli divenne segretario amministrativo e poco tempo dopo anche comandante della squadra d'azione ferrarese. Inizialmente la sua squadra iniziò sottraendo dagli edifici pubblici le bandiere rosse esposte sostituendole con il tricolore italiano. Il primo scontro di piazza a Ferrara avvenne il 15 novembre 1920 quando in corso Vittorio Emanuele II la squadra fascista incappò in una comunista che marciava intonando bandiera rossa. Nello scontro che seguì lui, che comandava i fascisti, in una colluttazione fu ferito a un dito da un colpo di pistola..
Su richiesta del bolognese Leandro Arpinati al federale di Ferrara Olao Gaggioli fu costituito un plotone di ferraresi da inviare in supporto a Bologna dove le elezioni amministrative erano state vinte dai socialisti, il 19 novembre il comando fu affidato a Forti e al tenente Magni. La rappresentanza ferrarese il 21 novembre 1920 ebbe l'onore di aprire il corteo, ma quando giunsero quasi in piazza del Nettuno dove erano state esposte numerose bandiere rosse sfondarono il cordone di sicurezza predisposto dalla forza pubblica dirigendosi quindi verso il Comune che si trovava in palazzo d'Accursio. Nella piazza la folla accorsa per presenziare l'insediamento del nuovo sindaco, il socialista Ennio Gnudi, presa dal panico, cercò rifugio sotto gli archi di palazzo d'Accursio dove fu bersagliata da bombe a mano dalle Guardie Rosse che l'aveva scambiata per gli assalitori. Nella giornata si contarono diversi morti.
Il 12 ottobre 1921 si sposò con Elsa Castaldini.
Già membro della massoneria, continuò a farne parte anche dopo che il 23 febbraio 1923 ne era stata decisa l'incompatibilità con l'iscrizione al Partito Nazionale Fascista. Nel marzo 1923 entrò a far parte della Milizia Volontaria per la Sicurezza Nazionale in cui si occupò di sviluppare la 76ª Legione CC.NN. "Ferrara" e a marzo con il grado di seniore ne assunse il comando. Passò la maggior parte del tempo a Ferrara allontanandosi dalla città in poche occasioni, in una di queste, o l'8 o il 10 di agosto si incontrò ad Argenta con don Giovanni Minzoni cui offrì di diventare cappellano militare della MVSN, la questione fu lasciata sospesa da don Minzoni che aveva opposto delle questioni personali. Il rapporto tra i due fu sempre cordiale e amichevole tanto che don Minzoni a chi lo avvertiva dei pericoli nella sua attività rispondeva di non aver "nulla da temere dai fascisti perché era protetto da Forti".
Il 16 agosto 1923andò a Arquà Polesine dove risiedeva il padre affetto da paralisi progressiva per arredargli la nuova casa e restò laggiù fino al 23 agosto per poi andare a Saint Vincent a trovare il console Giuseppe Marciante ricoverato in ospedale.
In autunno,  superati gli esami a Firenze, fu promosso al grado di console.
Il 23 agosto 1923 don Giovanni Minzoni fu ucciso con una bastonata nel corso di una spedizione punitiva e nel dicembre 1924, a seguito della pubblicazione del memoriale Beltrani, egli fu indagato con l'accusa di aver organizzato l'aggressione. Processo dal quale uscì assolto il 31 luglio 1925 insieme a tutti gli imputati.

#### Il caso don Minzoni
In conseguenza della pubblicazione del "memoriale Beltrani" il 15 dicembre 1924 Forti fu indagato nella seconda fase istruttoria come mandante dell'aggressione in cui aveva trovato la morte don Giovanni Minzoni insieme ad Augusto Maran, Giorgio Molinari, Vittore Casoni, Tomaso Beltrani, Agostino Guaraldi, Carlo Ciaccia e Antonio Lanzoni. Per quanto riguardava lui, nel memoriale Tomaso Beltrani sosteneva di aver raccolto una confidenza dello stesso Italo Balbo il quale gli avrebbe detto: "Si tratta di Maran, c'è implicato Forti, non si può abbandonarli; uno è console, l'altro è il più bel fascista e il più bel fedele della provincia". Subito dopo la pubblicazione del memoriale Beltrani fuggì in Francia rendendosi cosi irreperibile e rendendo impossibile ogni contraddittorio.
Tomaso Beltrani nel 1921 era giunto a Ferrara qualificandosi come ex legionario fiumano e aveva in breve tempo scalato le gerarchie del partito fascista diventando nel marzo 1923 federale cittadino. Fin dal suo arrivo Forti non si era fidato e aveva preso molto seriamente le maldicenze che circolavano sul suo conto. Lo stesso Forti raccontò di aver incontrato nel 1922 a Gardone Riviera il genero di Gabriele D'Annunzio e di avere a lui rivolto delle domande relative a Beltrani e di essere venuto a conoscenza che pur essendo stato a Fiume ne era stato cacciato per comportamento indegno per aver fatto abuso di cocaina e di essersi indebitato con il gioco d'azzardo. Già nel 1923 Forti sulle base delle informazioni avute a Gardone aveva accusato Beltrani di essere un "disonesto". Analogo giudizio fu confermato dal questore di Ferrara Alfredo Granito che in una lettera confermava come Beltrani si fosse attribuito due medaglie d'argento al valore militare mai assegnate e come fosse un "trasfuga da altri partiti". Da successivi atti processuali fu acclarato come già nel giugno 1924 Beltrani avesse sottratto dei documenti riservati del PNF tentando di rivenderli inizialmente al deputato dissidente Barbato Gattelli e poi ad esponenti del Partito Popolare Italiano. Barbato Gattelli nello stesso dicembre testimoniò di essersi rifiutato di acquisire i documenti e ipotizzò che il memoriale "Beltrani" fosse una vendetta contro Raul Forti e Italo Balbo per l'espulsione dal partito. Nell'agosto 1924 Beltrani fu espulso dal partito.
Al termine del processo l'accusa chiese la condanna di Forti insieme ad Augusto Maran e Antonio Lanzoni mentre erano nel frattempo completamente cadute le accuse contro Ciaccia e Guaraldi. Secondo il teorema accusatorio Forti sarebbe stato il collegamento tra i presunti mandanti Carlo Ciaccia e Agostino Guaraldi e i presunti esecutori Giorgio Molinari e Vittore Casoni. Il proscioglimento di Ciaccia e Guaraldi, creò per quanto riguardava Forti un vuoto probatorio,  che si aggiungeva al fatto che era stato documentato che Forti nei giorni tra il 16 agosto e il 26 non si trovava nemmeno a Ferrara.
I dieci giurati giunsero alla conclusione che tutti gli indagati non avessero in alcun modo preso parte all'omicidio e il 31 luglio 1925 il tribunale assolse tutti gli imputati.
Il processo relativo all'omicidio di don Minzoni fu nuovamente celebrato nel 1947, nei confronti di Forti che nel frattempo era deceduto il reato fu giudicato estinto.

### A Parma
Alla fine del 1925 divenne segretario federale di Parma dopo una elezione plebiscitaria e comandante della 80ª Legione CC.NN. "Alessandro Farnese". L'anno seguente la federazione fascista di Parma raggiunse il primato di federazione con il maggior numero di iscritti di tutta l'Emilia Romagna
Renato Ricci decise l'espulsione di Luigi Lusignani, cui impose anche le dimissioni dalla presidenza dalla Cassa di Risparmio e nell'aprile la segreteria fu assunta dal console della MVSN Raul Forti indicato da Ricci stesso.
80ª Legione CC.NN. "Alessandro Farnese"
Nel dicembre 1925 la federazione parmense fu commissariata dal vicesegretario nazionale Renato Ricci che decise l'espulsione di Lusignani e nell'aprile la segreteria fu assunta dal console della MVSN Raul Forti mantenendola fino al settembre 1927.
Il nuovo segretario nazionale Augusto Turati, succeduto a Roberto Farinacci, nominò Raul Forti nuovo federale e decise la riammissione di Remo Ranieri. Ranieri e Forti insieme allontanarono dal partito tutti gli esponenti farinacciani
Il 21 agosto 1926 Raul Forti fu nominato commissario del Parma Football Club. Sempre nello stesso anno divenne direttore del quotidiano "Il corriere emiliano".
In seguito Forti fu trasferito a Genova dove fu al centro di un caso relativo alla massoneria. Nel giugno 1928 arrestò il professor Nalbone, un importante esponente della Gran Loggia d'Italia degli Alam, più nota come loggia di loggia di piazza del Gesù. Forti si impossessò della borsa del professore che conteneva gli elenchi degli iscritti alla massoneria fino al trentesimo grado che aveva vistato lui stesso. È possibile che Forti avesse cercato di impossessarsi della borsa per eliminare le prove della sua militanza ad alti gradi della massoneria. Ma ciononostante la polizia, nel corso di una ispezione a casa di Nalboni rinvenne l'intero archivio massonico. Poche settimane dopo Forti fu escluso dai ranghi della MVSN. Partecipò alla guerra d'Etiopia e, con il grado di primo capitano, alle successive grandi operazioni di polizia coloniale con il LVI Battaglione venendo insignito di una medaglia di bronzo al valor militare. Si spense a Palermo il 9 luglio 1945.

## Pubblicazioni
- L'avvento del fascismo. Cronache ferraresi 1920-1922, Ferraram S.T.E.T. - Società Tipografica Editrice "Taddei", 1923[35][36]